# Número aleatorio

Los dados son un ejemplo de un generador de números aleatorios. Cuando se lanza un dado cúbico, se obtiene un número aleatorio entre 1 y 6.

Un número aleatorio es aquel obtenido al azar, es decir, de forma que cualquier número tenga la misma probabilidad de ser elegido y que la elección de uno no dependa de la elección del otro (variables estocásticas). El ejemplo clásico más utilizado para generarlos es el lanzamiento repetitivo de una moneda o dado ideal no trucado.Los eventos individuales que generan un número aleatorio no se pueden predecir. Sin embargo, el resultado probable después de generar una gran cantidad de números aleatorios sí se puede calcular mediante su función de distribución y otras herramientas estadísticas.Cuando no se especifica ninguna distribución, se presupone que se utiliza la distribución uniforme continua en el intervalo [0,1).

## Generación de números aleatorios
Los seres humanos vivimos en un medio aleatorio y nuestro comportamiento lo es también. Para estudiar y predecir el comportamientos de determinados materiales, fenómenos climatológicos u otros fenómenos naturales, es necesario aproximar la realidad mediante herramientas predictivas que funcionen de manera aleatoria. Con este fin, se requiere introducir en los modelos de estudio, variaciones producidas a partir de números aleatorios para que los modelos matemáticos representen la realidad con mayor fiabilidad.

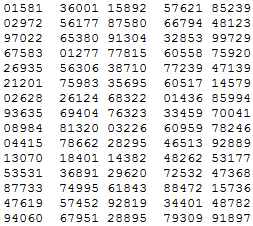
Muestra de cifras aleatorias

Por lo general, para estudios que requieren introducir variaciones aleatorias se disponen de tablas con series de números generados de diferentes maneras:
- Generación manual. Suelen ser útiles para series reducidas de números aleatorios. Se consiguen mediante lanzamiento de dados o mediante extracción de las bolas numeradas de un bombo.
- Métodos de computación analógica. Son métodos que dependen de ciertos procesos físicos aleatorios, por ejemplo, el comportamiento de una corriente eléctrica.
- Métodos de computación digital. Utilizan complejos programas de ordenador que generan números aleatorios.

En los apéndices de los libros de estadística y probabilidad es habitual encontrar series de números aleatorios generados por algunos de estos métodos. También existen libros con una gran cantidad de estos números y que fueron utilizados en su día para la criptografía y en el diseño experimental. Destaca el libro publicado por Rand Corporation, Un millón de dígitos aleatorios con 100.000 desviaciones normales ("A Million Random Digits with 100,000 Normal Deviates") que se publicó por primera vez en 1955 y se reeditó en 2001. Estos libros de números aleatorios, o los apéndices con tablas de números aleatorios, se han quedado obsoletos para la mayoría de sus propósitos originales, debido a la disponibilidad inmediata de generadores de números aleatorios incluidos en los ordenadores. 

## Números pseudoaleatorios
La generación de números aleatorios es una cuestión relativamente compleja, desde el punto de vista matemático. Sin embargo, en los ordenadores personales es fácil simular la generación de números aleatorios, mediante mecanismos de generación de números pseudoaleatorios, que, sin ser aleatorios (siguen una fórmula), lo aparentan. En 1966, Per Martin-Löf proporcionó una respuesta teórica que excluye los números generados mediante algoritmos, aunque son utilizados ampliamente en la práctica. Un número pseudoaleatorio es por tanto un valor generado mediante un algoritmo determinista (no aleatorio) que, aun siendo previsible si se conocen las condiciones iniciales y el procedimiento utilizado, presenta características estadísticas similares a los números aleatorios. Estos números pseudoaleatorios se generan a partir de un valor inicial aplicando iterativamente la función dando lugar a secuencias de números lo suficientemente buenas que pueden pasar diferentes test estadísticos de uniformidad e independencia. Los números pseudoaleatorios aparentan ser aleatorios porque solo puede medirse la equiprobabilidad de un número aleatorio, mientras que su impredecibilidad es inmensurable. En cualquier caso, dado que los números pseudoaleatorios no pueden ser predichos y que son de generación más fácil y rápida que las series de números aleatorios, hacen que su uso sea cada vez más frecuente y habitual.